# Glaucium secmenii
Glaucium secmenii är en vallmoväxtart som beskrevs av Yild.. Glaucium secmenii ingår i Hornvallmosläktet som ingår i familjen vallmoväxter. Inga underarter finns listade i Catalogue of Life.